# Taça da Liga de 2011–12
A Taça da Liga 2011-12 é a quinta edição da Taça da Liga portuguesa. As primeiras partidas serão jogadas a 31 de Julho de 2011. O Benfica foi o vencedor do troféu, tendo conquistado o seu quarto título consecutivo ao vencer na final o Gil Vicente por 2-1.

## Formato
Este formato consiste em três rondas, mais fases eliminatórias. Na primeira ronda apenas jogam equipas da segunda divisão. Todas as 16 equipas estão divididas em 4 grupos de 4 equipas cada. Cada equipa joga três partidas e os dois primeiros de cada grupo avançam. Na segunda ronda, as equipas que se classificaram da ronda anterior, são unidas com duas equipas promovidas à primeira liga e também os últimos 6 na liga na temporada anterior. Haverá jogos a duas mãos em que os vencedores avançam. A terceira ronda é onde as restantes 8 melhores equipas da época anterior que entram pela primeira vez na competição. Novamente, como na primeira ronda, as 16 equipas são divididas em 4 grupos e cada equipa jogará três partidas. No entanto, desta vez, apenas os vencedores dos grupos avançam. Ambas as semi-finais e finais são jogos de uma mão só. 

## Clubes participantes
Clubes participantes desde a:
| 1ª Fase | 2ª Fase                                                                                        | 3ª Fase                                                                                             |
| --- | ---------------------------------------------------------------------------------------------- | --------------------------------------------------------------------------------------------------- |
| Naval Estoril Desportivo das Aves União da Madeira Santa Clara Freamunde Portimonense Oliveirense Covilhã Trofense Atlético Penafiel Arouca Moreirense Belenenses Leixões | Académica Marítimo Gil Vicente União de Leiria Olhanense Vitória de Setúbal Beira-Mar Feirense | FC Porto Sporting Benfica Nacional Sporting de Braga Paços de Ferreira Vitória de Guimarães Rio Ave |

## 1ª Fase

### Grupo A
| Equipa     | J | V | E | D | GM | GS | DG | Pts |
| ---------- | - | - | - | - | -- | -- | -- | --- |
| Belenenses | 3 | 2 | 1 | 0 | 8  | 4  | +4 | 7   |
| Penafiel   | 3 | 0 | 3 | 0 | 2  | 2  | 0  | 3   |
| Leixões    | 3 | 0 | 2 | 1 | 5  | 7  | -2 | 2   |
| Trofense   | 3 | 0 | 2 | 1 | 3  | 5  | -2 | 2   |

|            | TRO | LEI | BEL | PEN |
| ---------- | --- | --- | --- | --- |
| Trofense   | –   | 1-1 |     | 1-1 |
| Leixões    |     | –   |     | 1-1 |
| Belenenses | 3-1 | 5-3 | –   |     |
| Penafiel   |     |     | 0-0 | –   |

### Grupo B
| Equipa      | J | V | E | D | GM | GS | DG | Pts |
| ----------- | - | - | - | - | -- | -- | -- | --- |
| Santa Clara | 3 | 2 | 1 | 0 | 3  | 1  | +2 | 7   |
| Naval       | 3 | 2 | 0 | 1 | 4  | 2  | +2 | 6   |
| Sp. Covilhã | 3 | 1 | 0 | 2 | 2  | 3  | -1 | 3   |
| Arouca      | 3 | 0 | 1 | 2 | 1  | 4  | -3 | 1   |

|             | NAV | ARO | SCL | COV |
| ----------- | --- | --- | --- | --- |
| Naval       | –   | 2-0 |     | 2-1 |
| Arouca      |     | –   |     | 0-1 |
| Santa Clara | 1-0 | 1-1 | –   |     |
| Sp. Covilhã |     |     | 0-1 | –   |

### Grupo C
| Equipa       | J | V | E | D | GM | GS | DG | Pts |
| ------------ | - | - | - | - | -- | -- | -- | --- |
| Moreirense   | 3 | 2 | 1 | 0 | 6  | 4  | +2 | 7   |
| Portimonense | 3 | 1 | 1 | 1 | 6  | 6  | 0  | 4   |
| Freamunde    | 3 | 1 | 1 | 1 | 4  | 4  | 0  | 4   |
| Atlético     | 3 | 0 | 1 | 2 | 2  | 4  | -2 | 1   |

|              | POR | MOR | FRE | ATL |
| ------------ | --- | --- | --- | --- |
| Portimonense | –   | 2-3 |     | 1-1 |
| Moreirense   |     | –   |     | 2-1 |
| Freamunde    | 2-3 | 1-1 | –   |     |
| Atlético     |     |     | 0-1 | –   |

### Grupo D
| Equipa           | J | V | E | D | GM | GS | DG | Pts |
| ---------------- | - | - | - | - | -- | -- | -- | --- |
| Estoril-Praia    | 3 | 2 | 0 | 1 | 5  | 3  | +2 | 6   |
| União da Madeira | 3 | 1 | 1 | 1 | 4  | 4  | 0  | 4   |
| Desp. Aves       | 3 | 1 | 1 | 1 | 1  | 2  | -1 | 4   |
| Oliveirense      | 3 | 1 | 0 | 2 | 2  | 3  | -1 | 3   |

|                  | OLI | AVE | EST | UNI |
| ---------------- | --- | --- | --- | --- |
| Oliveirense      | –   | 0-1 |     | 2-1 |
| Desp. Aves       |     | –   |     | 0-0 |
| Estoril-Praia    | 1-0 | 2-0 | –   |     |
| União da Madeira |     |     | 3-2 | –   |

Passaram à fase seguinte os dois primeiros de cada grupo.

## 2ª Fase
Eliminatórias a duas mãos, sem contabilizar os golos fora. As partidas estão marcadas para os dias 26 de Outubro e 9 de Novembro. 
| Equipe 1         | Total       | Equipe 2           | 1.º jogo | 2.º jogo |
| ---------------- | ----------- | ------------------ | -------- | -------- |
| Penafiel         | 2-1         | Académica          | 1-1      | 1-0      |
| Naval            | 3-4         | Vitória de Setúbal | 1-2      | 2-2      |
| Santa Clara      | 3-2         | U.Leiria           | 3-1      | 0-1      |
| Belenenses       | 2-3         | Gil Vicente        | 2-1      | 0-2      |
| Moreirense       | 4-3         | Beira-Mar          | 2-2      | 2-1      |
| Portimonense     | (5) 2-2 (4) | Feirense           | 1-0      | 1-2      |
| Estoril-Praia    | 4-3         | Olhanense          | 4-3      | 0-0      |
| União da Madeira | 2-5         | Marítimo           | 2-3      | 0-2      |

## 3ª Fase

### Grupo A
| Equipa      | J | V | E | D | GM | GS | DG | Pts |
| ----------- | - | - | - | - | -- | -- | -- | --- |
| Gil Vicente | 3 | 2 | 1 | 0 | 4  | 2  | +2 | 7   |
| Moreirense  | 3 | 1 | 1 | 1 | 3  | 3  | 0  | 4   |
| Sporting CP | 3 | 0 | 2 | 1 | 2  | 3  | -1 | 2   |
| Rio Ave     | 3 | 0 | 2 | 1 | 2  | 3  | -1 | 2   |

|             | GIL | MOR | RAV | SCP |
| ----------- | --- | --- | --- | --- |
| Gil Vicente | –   | 2–1 |     |     |
| Moreirense  |     | –   | 1-0 |     |
| Rio Ave     | 1–1 |     | –   | 1–1 |
| Sporting CP | 0-1 | 1–1 |     | –   |

### Grupo B
| Equipa               | J | V | E | D | GM | GS | DG | Pts |
| -------------------- | - | - | - | - | -- | -- | -- | --- |
| Benfica              | 3 | 3 | 0 | 0 | 9  | 1  | +8 | 9   |
| Marítimo             | 3 | 2 | 0 | 1 | 4  | 3  | +1 | 6   |
| Santa Clara          | 3 | 1 | 0 | 2 | 1  | 4  | −3 | 3   |
| Vitória de Guimarães | 3 | 0 | 0 | 3 | 1  | 7  | −6 | 0   |

|              | SLB | MAR | SAN | GUI |
| ------------ | --- | --- | --- | --- |
| Benfica      | –   | 3–0 | 2–0 |     |
| Marítimo     |     | –   | 2–0 |     |
| Santa Clara  |     |     | –   | 1–0 |
| V. Guimarães | 1−4 | 0–2 |     | –   |

### Grupo C
| Equipa       | J | V | E | D | GM | GS | DG | Pts |
| ------------ | - | - | - | - | -- | -- | -- | --- |
| SC Braga     | 3 | 3 | 0 | 0 | 5  | 1  | +4 | 9   |
| Nacional     | 3 | 1 | 1 | 1 | 3  | 3  | 0  | 4   |
| Penafiel     | 3 | 1 | 0 | 2 | 2  | 4  | −2 | 3   |
| Portimonense | 3 | 0 | 1 | 2 | 0  | 2  | −2 | 1   |

|              | SCB | NAC | PEN | PTM |
| ------------ | --- | --- | --- | --- |
| SC Braga     | –   |     | 2–0 | 1–0 |
| Nacional     | 1–2 | –   |     | 0–0 |
| Penafiel     |     | 1–2 | –   |     |
| Portimonense |     |     | 0–1 | –   |

### Grupo D
| Equipa             | J | V | E | D | GM | GS | DG | Pts |
| ------------------ | - | - | - | - | -- | -- | -- | --- |
| FC Porto           | 3 | 3 | 0 | 0 | 5  | 1  | +4 | 9   |
| Paços de Ferreira  | 3 | 2 | 0 | 1 | 3  | 2  | +1 | 6   |
| Vitória de Setúbal | 3 | 1 | 0 | 2 | 3  | 4  | −1 | 3   |
| Estoril-Praia      | 3 | 0 | 0 | 3 | 1  | 5  | −4 | 0   |

|                   | EST | FCP | PAÇ | SET |
| ----------------- | --- | --- | --- | --- |
| Estoril-Praia     | –   |     | 0–1 |     |
| FC Porto          | 1–0 | –   |     | 2–0 |
| Paços de Ferreira |     | 1–2 | –   | 1–0 |
| V. Setúbal        | 3–1 |     |     | –   |

## Fases Eliminatórias
|  | Meias finais 20/22 de Março de 2012 | Meias finais 20/22 de Março de 2012 | Meias finais 20/22 de Março de 2012 |         |             | Final 14 de Abril de 2012 | Final 14 de Abril de 2012 | Final 14 de Abril de 2012 |  |
|  |                                     |                                     |                                     |         |             |                           |                           |                           |  |
|  | Gil Vicente                         | Gil Vicente                         | 2 (4)                               |         |             |                           |                           |                           |  |
|  | Gil Vicente                         | Gil Vicente                         | 2 (4)                               |         |             |                           |                           |                           |  |
|  | SC Braga                            | SC Braga                            | 2 (2)                               |         |             |                           |                           |                           |  |
|  | SC Braga                            | SC Braga                            | 2 (2)                               |         | Gil Vicente | Gil Vicente               | 1                         |                           |  |
|  |                                     |                                     |                                     |         | Gil Vicente | Gil Vicente               | 1                         |                           |  |
|  |                                     |                                     | Benfica                             | Benfica | 2           |                           |                           |                           |  |
|  | Benfica                             | Benfica                             | Benfica                             | Benfica | 2           | 3                         |                           |                           |  |
|  | Benfica                             | Benfica                             |                                     |         |             |                           |                           |                           |  |
|  | FC Porto                            | FC Porto                            | 2                                   |         |             |                           |                           |                           |  |

### Meias-Finais
| 22 de Março de 2012 | Gil Vicente                        | 2 - 2   | SC Braga                    | Estádio Cidade de Barcelos, Barcelos |
| 20h15               | 16' Hugo Vieira 89' Júnior Caiçara | (4 - 2) | 25' Lima 31' Hélder Barbosa | Público: 11,138 Árbitro: Hugo Miguel |

| 20 de Março de 2012 | Benfica                                | 3 - 2 | FC Porto                      | Estádio da Luz, Lisboa                     |
| 20h45               | 4' Maxi Pereira 42' Nolito 77' Cardozo |       | Lucho González 8' Mangala 17' | Público: 28,553 Árbitro: Artur Soares Dias |

### Final
| 14 de abril de 2012 | Benfica                   | 2 – 1 | Gil Vicente | Estádio Cidade de Coimbra, Coimbra   |
| 20:45 UTC           | Rodrigo 30' · Saviola 84' |       | Zé Luís 79' | Público: 23 452 Árbitro: Jorge Sousa |

## Campeão
| Taça da Liga de 2011-12 |
| ----------------------- |
| Benfica 4º Título       |